# كالينجين
كالينجين (بالإنجليزية: Kalenjin) هي مجموعة عرقية نيلية تَقطن بشكل كَثيف في محافظة الوادي المتصدع في كينيا. وفقاً لتعداد عام 2009 في كينيا فإنَّ عددهم يبلغ حوالي 4.9 مليون فَرد.

## التاريخ

### الأصل

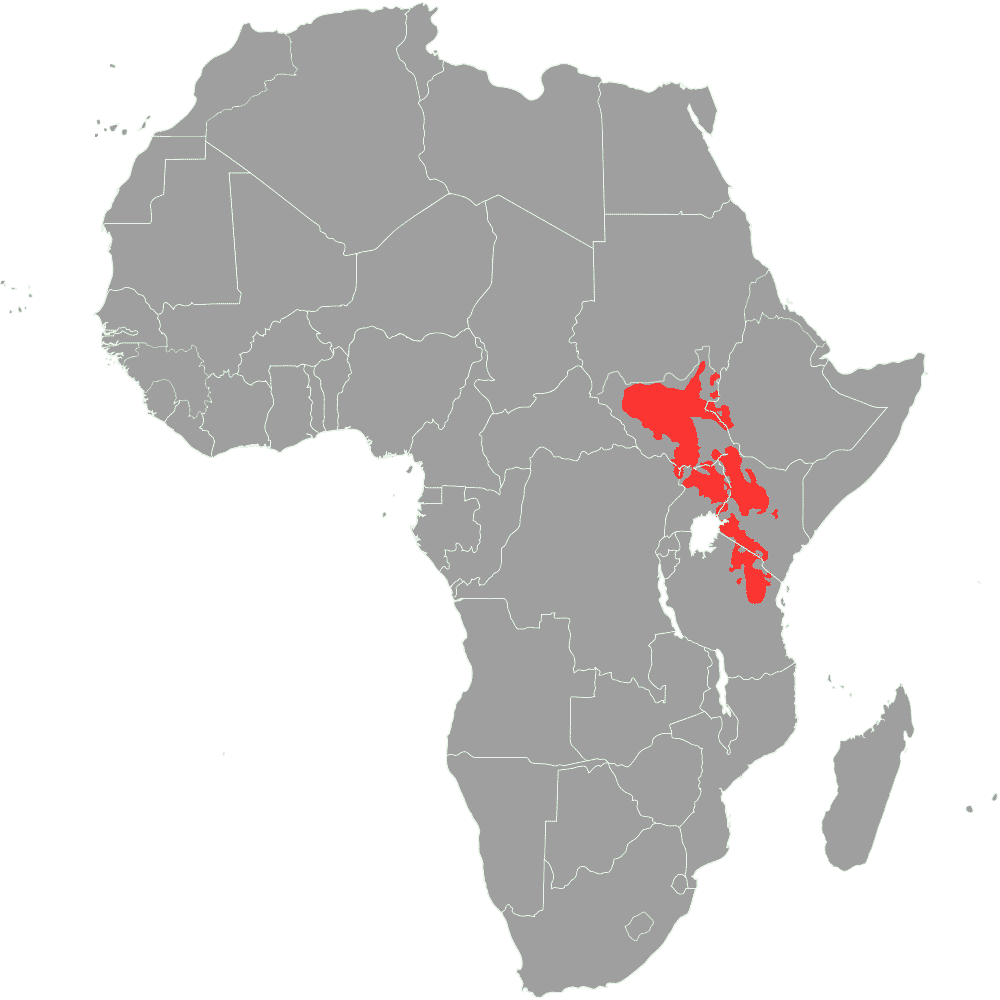
المناطق التي يتحدث سكانها اللغات النيلية.

تُشير الدلائل اللغوية إلى أنَّ الحوض الشَرقي لنهر النيل إلى الجنوب من النيل الأزرق يُعتبر المَوطن القَديم للكالينجين، وهو يُشكل الآن الجنوب الشَرقي لمدينة الخرطوم حالياً. في ذلك الوقت لم يكن شغب الكالينجين مُتميز عن غيره من الناس حيثُ كان في ذلك الوقت جزء من العرق النيلي.
بدءاً من الألفية الثانية قبل الميلاد بدأت المجتمعات النيلية في الانتقال إلى الجنوب، والذي يُمثل حالياً منطقة جنوب السودان، وقد استقر مُعظمهم في هذه المنطقة، وبالرغم من ذلك فإنَّ عدد من المجتمعات المعروفة حالياً باسم النيليين الجنوبيين قد انتقلت في حوالي عام 1000 ق.م إلى مسافة أبعد من جنوب السودان حيثُ وصلوا إلى ما يُعرف حالياً بشمال شرق أوغندا.

### فترة الاستعمار

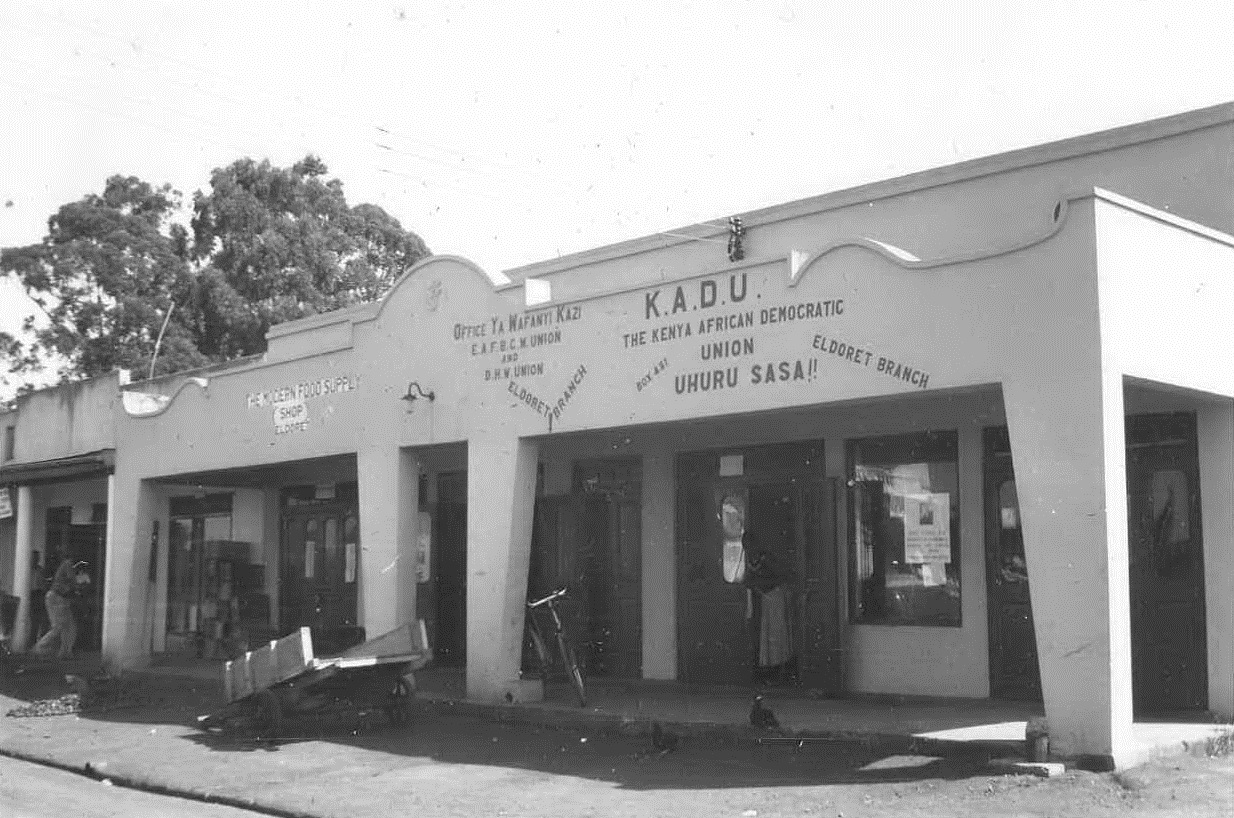
فرع الاتحاد الوطني الأفريقي الكيني في إلدوريت

حتى مُنتصف القرن العِشرين لَم يكن للكالينجين اسم شائع، وكان عادةً ما يُشار إليهم من قبل العُلماء والباحثين ومسؤولي الإدارة الاستعمارية باسم «القبائل الناطقة بالناندي».
وفي عام 1955 عندما قدمَ مزي تامينو (من شعب الماساي وعُضو في الجمعية التشريعية (ليجكو) للوادي المتصدع) استقالته، قام الكالينجين بتقديم أحد أفرادهم ليحل مَحله وهوَ دانيال أراب موي.
وفي عام 1960 وبسبب هيمنة اللوه والكيكويو، قام أراب موي ورونالد نغالا بتشكيل راديو كادو والذي يهدف إلى الدفاع عن مَصالح القبائل الصغيرة في البلَد، وفي عام 1963 قاموا بحملة لتجميع الأصوات بهدف نقل السَلطة خلال الانتخابات إلى أنهم خسروا أمام الاتحاد الوطني الأفريقي الكيني (كانو). بعد فترة قصيرة من الاستقلال في ديسمبر 1963 اقنعَ كينياتا أراب موي بِحل راديو كادو، وفي عام 1964 حلَّ أراب موي كادو وانضم إلى الكانو.

## التركيبة السكانية
وفقاً لتعداد كينيا لعام 2009، بلغَ عدد السكان الكالينجين حوالي 4,967,328 نسمة، مما يجعلها ثالث أكبر مجموعة في كينيا بعد الكيكويو واللوهيا.

### التقسيمات الفرعية
هناك العديد من التجمعات القبلية داخل الكالينجين أنفسهم، وِمنها: الكيو وَالإندورويس وَالكيبسيجيس وَالماراكويت وَالناندي وَالبوكوت وَالتيريك وَالتوغين وَالسيبي.

## روابط خارجية
- التعداد: هنا الأرقام.
- كالينجين على الإنترنت.
- بييكابكوتيت.
- [وصلة مكسورة]
- تشيبريت على الإنترنت. نسخة محفوظة 10 مارس 2010 على موقع واي باك مشين.